# John Utaka
Pour les articles homonymes, voir Utaka.
John Chukwudi Utaka, né le 8 janvier 1982 à Enugu, dans l'État d'Enugu, est un footballeur international nigérian.
Évoluant au poste d'attaquant, il commence sa carrière professionnelle au Enugu Rangers en 1997. Il est rapidement repéré en Afrique et signe dès la saison suivante en Égypte au Al Moqaouloun al-Arab puis au Ismaily SC où il remporte la coupe d'Égypte. Après un rapide passage au Al Sadd Doha, il signe en 2002 en France au Racing Club de Lens. Auteur de belles prestations dans le nord, il est transféré au Stade rennais trois ans plus tard. Après trois saisons avec le Portsmouth FC en Premier League et une victoire en FA Cup, il connait la FL Championship et les ennuis financiers de son club. Au mois de janvier 2011 il relance sa carrière en signant au Montpellier Hérault Sport Club puis s'engage en juillet 2013 avec le club turc de Sivasspor qu'il quitte en 2015.
John Utaka possède trois titres à son palmarès, une victoire en coupe d'Égypte en 2000, une victoire en FA Cup en 2008 et un titre de champion de France obtenu en 2012.

## Biographie

### Débuts en Afrique et au Moyen-Orient
Footballeur de rue, John Utaka effectue un apprentissage à Enugu Rangers, dans sa ville natale, avant de s'envoler. En 1998, à seize ans, il s'installe en Égypte. Il joue une saison en première division avec l'Arab Contractors, puis deux sous les couleurs de l'Ismaily SC. Avec ce dernier, il gagne la Coupe en 2000 et est élu meilleur buteur du championnat 1999-2000 (17 buts) avant de devenir international. Repéré à la télévision par le prince du Qatar, l'attaquant accepte le contrat de six mois offert par Al Sadd. À la suite de la Coupe du monde 2002, il est convoité par plusieurs clubs dont le Borussia Dortmund, l'Ajax Amsterdam ou le RC Lens. Après le Mondial, au lieu de partir en congés, John passe faire un essai à Lens et séduit rapidement les dirigeants nordistes qui l'engagent pour cinq ans.

### Révélation à Lens puis Rennes (2002-2007)
Il commence sa carrière en France au Racing Club de Lens, arrivant de façon anonyme du club de l'Al Sadd Doha. À Nantes, pour la quatrième journée, Utaka signe son premier but en Ligue 1. Utilisé le plus souvent comme joker, le Nigérian donne de la vitesse à l'attaque nordiste. Il offre la victoire à son équipe contre Rennes, égalise contre le Bayern Munich en Ligue des champions et inscrit le but victorieux contre le Milan AC, avant de sceller la victoire lensoise à Montpellier. Utaka surprend par la vitesse à laquelle il trouve ses marques et s'impose dans l'équipe nordiste. Il fait une première saison remarquée en participant à 36 matchs pour 8 buts en Ligue 1 2002-2003 et à 6 matchs de coupe d'Europe pour 6 buts, dès sa première saison.
Après plus de 100 matchs joués en trois saisons avec les Sang et or, et 33 buts marqués, il signe au Stade rennais pour un montant évalué à 6 millions d'euros.
Malgré des débuts difficiles en Bretagne, il marque les esprits des observateurs en inscrivant deux triplés consécutifs en Ligue 1, et un quadruplé en Coupe de France durant l'exercice 2005-2006. Il confirme son statut de fer de lance de l'équipe bretonne avec le néo-international français Jimmy Briand, durant l'exercice 2006-2007, en inscrivant 11 buts et 3 passes décisives en Ligue 1.

### Quatre ans à Portsmouth (2007-2011)
John Utaka signe en juillet 2007, un contrat de quatre ans avec le club anglais du Portsmouth FC, qui évolue alors en Premier league, pour un montant estimé à 12 millions d'euros.

### Montpellier puis Sivasspor (2011-2015)
Le 29 janvier 2011, il signe avec le Montpellier Hérault Sport Club, jusqu'en 2013 pour une indemnité de transfert estimée à 500 000 euros. Lors de sa deuxième saison au club, John Utaka forme un tandem performant avec le latéral camerounais Henri Bedimo, lui permettant de sortir de l'oubli. Participant à 35 rencontres et marquant 7 buts, il est l'un des artisans de la victoire en championnat du Montpellier HSC. Lors de la dernière journée, il inscrit un doublé et offre à Louis Nicollin et aux supporteurs Pailladins le premier titre de champion de France de leur histoire.
Libre de tout contrat, il s'engage en juillet 2013 avec le club turc de Sivasspor pour une durée de deux ans. En 2015, il s'en va à la date d’échéance de son contrat et joue à Douai en attendant de retrouver un club prioritairement en France. En 2015, il fonde un centre de formation au Nigéria dénommé John Utaka Football Academy.

### Sedan (2017-2018)
John Utaka s'est engagé en juillet 2017 avec Club sportif Sedan Ardennes. Trop souvent blessé, il ne joue que 14 matchs avec Sedan (dont seulement 5 comme titulaire) et il quitte le club, en fin de contrat, à l'issue de la saison.
En 2022, le magazine So Foot le classe dans le top 1000 des meilleurs joueurs du championnat de France, à la 490e place.

### Carrière internationale
John Utaka honore sa première sélection le 16 juin 2001 contre la Namibie après avoir terminé meilleur buteur du championnat égyptien. Sélectionné pour la Coupe du monde 2002, il est titularisé contre la Suède.
John Utaka totalise quarante-cinq capes et cinq buts avec l'équipe du Nigeria. Il participe notamment à un match de la coupe du monde 2002, termine troisième des coupes d'Afrique des nations 2004 et 2006 et participe aux coupes d'Afrique des nations 2008 et 2010. Il inscrit son premier but international lors des éliminatoires de la coupes d'Afrique des nations 2004.
Alors qu'il n'est plus appelé en équipe nationale à partir de 2010, il ne renonce pas à défendre les couleurs de son pays lors des prochaines échéances internationales. Ainsi, grâce à une saison remarquable au Montpellier HSC, il retrouve la sélection le 3 juin 2012, soit près de deux ans après sa dernière apparition.

## Vie privée
Le petit frère d'Utaka, Peter, de deux ans son cadet, est également un footballeur évoluant au poste d'attaquant avec lequel il a joué en équipe du Nigeria.

## Style de jeu
John Utaka possède une bonne technique et maitrise de balle. Il est aussi explosif et ne rechigne pas à aller au duel.

## Statistiques

### En équipe nationale
| Liste des matchs en sélection de John Utaka | Liste des matchs en sélection de John Utaka | Liste des matchs en sélection de John Utaka | Liste des matchs en sélection de John Utaka | Liste des matchs en sélection de John Utaka              | Liste des matchs en sélection de John Utaka                  |
| Date                                        | Adversaire                                  | Score                                       | Compétition                                 | Lieu                                                     | Commentaires                                                 |
| ------------------------------------------- | ------------------------------------------- | ------------------------------------------- | ------------------------------------------- | -------------------------------------------------------- | ------------------------------------------------------------ |
| 16 juin 2001                                | Namibie                                     | -                                           | Match amical                                | -                                                        | Première sélection                                           |
| 13 septembre 2001                           | Corée du Sud                                | 2-2                                         | Match amical                                | Stade de Daejeon, Daejeon, Corée du Sud                  | Titulaire                                                    |
| 16 septembre 2001                           | Corée du Sud                                | 1-2                                         | Match amical                                | Stade Busan Asiad Main, Busan, Corée du Sud              | Titulaire                                                    |
| 17 avril 2002                               | Écosse                                      | 2-1                                         | Match amical                                | Stade Pittodrie, Aberdeen, Écosse                        | Titulaire (remplacé à la 54e minute)                         |
| 4 mai 2002                                  | Kenya                                       | 3-0                                         | Match amical                                | Stade National de Lagos, Lagos, Nigeria                  | Remplaçant (entre à la 52e minute)                           |
| 7 juin 2002                                 | Suède                                       | 1-2                                         | Coupe du monde                              | Stade Kobe Wing, Kōbe, Japon                             | Titulaire                                                    |
| 29 mars 2003                                | Malawi                                      | 1-0                                         | Élim. CAN                                   | Stade Chichiri, Blantyre, Malawi                         | Titulaire et buteur lors du match                            |
| 7 juin 2003                                 | Malawi                                      | 4-1                                         | Élim. CAN                                   | Stade d'Abuja, Abuja, Nigeria                            | Titulaire                                                    |
| 11 juin 2003                                | Brésil                                      | 0-3                                         | Match amical                                | Stade d'Abuja, Abuja, Nigeria                            | Titulaire                                                    |
| 26 juillet 2003                             | Venezuela                                   | 1-0                                         | Match amical                                | Vicarage Road, Watford, Angleterre                       | Titulaire                                                    |
| 27 janvier 2004                             | Maroc                                       | 0-1                                         | CAN                                         | Stade Mustapha-Ben-Jannet, Monastir, Tunisie             | Titulaire                                                    |
| 31 janvier 2004                             | Afrique du Sud                              | 4-0                                         | CAN                                         | Stade Mustapha-Ben-Jannet, Monastir, Tunisie             | Titulaire                                                    |
| 4 février 2004                              | Bénin                                       | 2-1                                         | CAN                                         | Stade Taïeb-Mehiri, Sfax, Tunisie                        | Titulaire et buteur lors du match (remplacé à la 84e minute) |
| 8 février 2004                              | Cameroun                                    | 2-1                                         | CAN                                         | Stade Mustapha-Ben-Jannet, Monastir, Tunisie             | Titulaire et buteur lors du match                            |
| 11 février 2004                             | Tunisie                                     | 1-1 (tab : 3-5)                             | CAN                                         | Stade du 7 novembre, Radès, Tunisie                      | Titulaire                                                    |
| 13 février 2004                             | Mali                                        | 2-1                                         | CAN                                         | Stade Mustapha-Ben-Jannet, Monastir, Tunisie             | Titulaire et averti lors du match                            |
| 29 mai 2004                                 | République d'Irlande                        | 3-0                                         | Match amical                                | The Valley, Londres, Angleterre                          | Titulaire buteur lors du match                               |
| 31 mai 2004                                 | Jamaïque                                    | 2-0                                         | Match amical                                | Independence Park, Kingston, Jamaïque                    | Titulaire                                                    |
| 5 juin 2004                                 | Rwanda                                      | 2-0                                         | Élim. CM                                    | Stade d'Abuja, Abuja, Nigeria                            | Titulaire                                                    |
| 20 juin 2004                                | Angola                                      | 1-0                                         | Élim. CM                                    | Stade da Cidadela, Luanda, Angola                        | Titulaire et averti lors du match                            |
| 3 juillet 2004                              | Algérie                                     | 1-0                                         | Élim. CM                                    | Stade d'Abuja, Abuja, Nigeria                            | Titulaire (remplacé à la 90e minute)                         |
| 5 septembre 2004                            | Zimbabwe                                    | 3-0                                         | Élim. CM                                    | Stade National Sports, Harare, Zimbabwe                  | Titulaire (remplacé à la 69e minute)                         |
| 26 mars 2005                                | Gabon                                       | 2-0                                         | Élim. CM                                    | Stade de la Liberation, Port Harcourt, Nigeria           | Titulaire (remplacé à la 70e minute)                         |
| 4 septembre 2005                            | Algérie                                     | 5-2                                         | Élim. CM                                    | Stade Ahmed-Zabana, Oran, Algérie                        | Titulaire, buteur puis expulsé lors du match                 |
| 27 janvier 2006                             | Zimbabwe                                    | 2-0                                         | CAN                                         | Stade de Port Saïd, Port-Saïd, Égypte                    | Titulaire                                                    |
| 31 janvier 2006                             | Sénégal                                     | 2-1                                         | CAN                                         | Stade de Port Saïd, Port-Saïd, Égypte                    | Titulaire (remplacé à la 77e minute)                         |
| 4 février 2006                              | Tunisie                                     | 1-1 (tab : 6-5)                             | CAN                                         | Stade de Port Saïd, Port-Saïd, Égypte                    | Titulaire (remplacé à la 58e minute)                         |
| 7 février 2006                              | Côte d'Ivoire                               | 0-1                                         | CAN                                         | Stade d'Alexandrie, Alexandrie, Égypte                   | Titulaire                                                    |
| 9 février 2006                              | Sénégal                                     | 1-0                                         | CAN                                         | Stade militaire académique du Caire, Le Caire, Égypte    | Titulaire                                                    |
| 6 février 2007                              | Ghana                                       | 1-4                                         | Match Amical                                | Griffin Park, Londres, Angleterre                        | Titulaire                                                    |
| 14 octobre 2007                             | Mexique                                     | 2-2                                         | Match Amical                                | Stade Olympique de Mexico, Mexico, Mexique               | Titulaire et averti lors du match                            |
| 8 septembre 2007                            | Lesotho                                     | 2-0                                         | Élim. CAN                                   | Stade de Warri, Warri, Nigeria                           | -                                                            |
| 21 janvier 2008                             | Côte d'Ivoire                               | 0-1                                         | CAN                                         | Stade Essipong Sports, Sekondi-Takoradi, Ghana           | Titulaire (remplacé à la 74e minute)                         |
| 25 janvier 2008                             | Mali                                        | 0-0                                         | CAN                                         | Stade Essipong Sports, Sekondi-Takoradi, Ghana           | Remplaçant (entre à la 46e minute)                           |
| 29 janvier 2008                             | Bénin                                       | 2-0                                         | CAN                                         | Stade Essipong Sports, Sekondi-Takoradi, Ghana           | Titulaire (remplacé à la 46e minute)                         |
| 1er juin 2008                               | Afrique du Sud                              | 2-0                                         | Élim. CM                                    | Stade d'Abuja, Abuja, Nigeria                            | Titulaire                                                    |
| 7 juin 2008                                 | Sierra Leone                                | 1-0                                         | Élim. CM                                    | Stade National Brookfields, Freetown, Sierra Leone       | Titulaire (remplacé à la 55e minute)                         |
| 6 septembre 2008                            | Afrique du Sud                              | 1-0                                         | Élim. CM                                    | Stade Nelson Mandela Bay, Port Elizabeth, Afrique du Sud | Titulaire                                                    |
| 20 juin 2009                                | Tunisie                                     | 0-0                                         | Élim. CM                                    | Stade du 7 novembre, Radès, Tunisie                      | Remplaçant (entre à la 85e minute)                           |
| 29 mai 2009                                 | République d'Irlande                        | 1-1                                         | Match Amical                                | Craven Cottage, Londres, Angleterre                      | Titulaire                                                    |
| 25 mai 2010                                 | Afrique du Sud                              | 0-0                                         | Match Amical                                | Alpenstadion, Wattens, Autriche                          | Remplaçant (entre à la 74e minute)                           |
| 30 mai 2010                                 | Colombie                                    | 1-1                                         | Match Amical                                | Stade MK, Milton Keynes, Angleterre                      | Remplaçant (entre à la 75e minute)                           |
| 3 juin 2012                                 | Namibie                                     | 1-0                                         | Élim. CM                                    | Stade UJ Esuene, Calabar, Nigeria                        | Titulaire (remplacé à la 61e minute)                         |
| 9 juin 2012                                 | Malawi                                      | 1-1                                         | Élim. CM                                    | Stade Kamuzu, Blantyre, Malawi                           | Titulaire                                                    |

### En club
| Saison                | Club                  | Championnat           | Championnat | Championnat | Coupe nationale | Coupe nationale | Coupe de la Ligue | Coupe de la Ligue | Supercoupe | Supercoupe | Compétition(s) continentale(s) | Compétition(s) continentale(s) | Compétition(s) continentale(s) | Total | Total |
| Saison                | Club                  | Division              | M.          | B.          | M.              | B.              | M.                | B.                | M.         | B.         | Comp.                          | M.                             | B.                             | M.    | B.    |
| 1996 - 1997           | Enugu Rangers         | Premier League        | ?           | ?           | -               | -               | -                 | -                 | -          | -          | -                              | -                              | -                              | ?     | ?     |
| 1997 - 1998           | Enugu Rangers         | Premier League        | ?           | ?           | -               | -               | -                 | -                 | -          | -          | -                              | -                              | -                              | ?     | ?     |
| 1998 - 1999           | Al Moqaouloun         | Premier League        | 4           | 4           | 1               | 0               | -                 | -                 | -          | -          | -                              | -                              | -                              | 5     | 4     |
| 1999 - 2000           | Ismaily SC            | Premier League        | 14          | 17          | 2               | 2               | -                 | -                 | -          | -          | -                              | -                              | -                              | 16    | 19    |
| 2000 - 2001           | Ismaily SC            | Premier League        | 11          | 6           | -               | -               | -                 | -                 | -          | -          | -                              | -                              | -                              | 11    | 6     |
| 2001 - 2002           | Al Sadd Doha          | Q-League              | 27          | 14          | -               | -               | -                 | -                 | -          | -          | -                              | -                              | -                              | 27    | 14    |
| 2002 - 2003           | RC Lens               | Ligue 1               | 36          | 8           | 2               | 0               | 1                 | 2                 | -          | -          | C3                             | 8                              | 2                              | 47    | 12    |
| 2003 - 2004           | RC Lens               | Ligue 1               | 32          | 4           | 1               | 0               | 3                 | 1                 | -          | -          | C1                             | 6                              | 2                              | 42    | 7     |
| 2004 - 2005           | RC Lens               | Ligue 1               | 34          | 12          | 1               | 1               | 2                 | 1                 | -          | -          | -                              | -                              | -                              | 37    | 14    |
| 2005 - 2006           | Stade rennais         | Ligue 1               | 28          | 11          | 3               | 5               | 1                 | 0                 | -          | -          | C3                             | 6                              | 0                              | 38    | 16    |
| 2006 - 2007           | Stade rennais         | Ligue 1               | 35          | 11          | 1               | 1               | 1                 | 0                 | -          | -          | -                              | -                              | -                              | 37    | 12    |
| 2007 - 2008           | Portsmouth FC         | Premier League        | 29          | 5           | 4               | 0               | 3                 | 0                 | -          | -          | -                              | -                              | -                              | 36    | 5     |
| 2008 - 2009           | Portsmouth FC         | Premier League        | 18          | 1           | 1               | 0               | 1                 | 0                 | 1          | 0          | C3                             | 1                              | 0                              | 22    | 1     |
| 2009 - 2010           | Portsmouth FC         | Premier League        | 18          | 1           | 7               | 2               | 3                 | 1                 | -          | -          | -                              | -                              | -                              | 28    | 4     |
| 2010 - Jan. 2011      | Portsmouth FC         | FL Championship       | 25          | 3           | 2               | 0               | 1                 | 0                 | -          | -          | -                              | -                              | -                              | 28    | 3     |
| Jan. 2011 - 2011      | Montpellier HSC       | Ligue 1               | 11          | 0           | -               | -               | -                 | -                 | -          | -          | -                              | -                              | -                              | 11    | 0     |
| 2011 - 2012           | Montpellier HSC       | Ligue 1               | 35          | 7           | 3               | 0               | 2                 | 1                 | -          | -          | -                              | -                              | -                              | 40    | 8     |
| 2012 - 2013           | Montpellier HSC       | Ligue 1               | 28          | 6           | 2               | 0               | 2                 | 0                 | 1          | 1          | C1                             | 2                              | 0                              | 35    | 7     |
| 2013 - 2014           | Sivasspor             | Süper Lig             | 22          | 9           | 4               | 0               | -                 | -                 | -          | -          | -                              | -                              | -                              | 26    | 9     |
| 2014 - 2015           | Sivasspor             | Süper Lig             | 25          | 3           | 6               | 2               | -                 | -                 | -          | -          | -                              | -                              | -                              | 31    | 5     |
| 2016 - 2017           | Assouan FC            | Premier League        | 11          | 2           | -               | -               | -                 | -                 | -          | -          | -                              | -                              | -                              | 11    | 2     |
| 2017 - 2018           | CS Sedan Ardennes     | National 2            | 14          | 0           | -               | -               | -                 | -                 | -          | -          | -                              | -                              | -                              | 14    | 0     |
| Total sur la carrière | Total sur la carrière | Total sur la carrière | 457         | 124         | 40              | 13              | 20                | 6                 | 2          | 1          | -                              | 23                             | 4                              | 542   | 148   |

## Palmarès
Après avoir quitté son pays natal et évolué avec un club égyptien peu connu, il inscrit ses premiers faits d'armes avec l'Ismaily SC dès sa première saison, en remportant la coupe d'Égypte en 2000.
Titulaire indiscutable, dans son club puis au Al Sadd Doha, il est repéré par le Racing Club de Lens où il va briller durant trois saisons participant notamment à la Ligue des champions 2002-2003.
Après deux autres saisons remarquable avec le Stade rennais, il part pour l'Angleterre où il remporte la prestigieuse FA Cup avec le Portsmouth FC. La chute du club anglais l'entraîne cependant avec lui et John tente de rebondir en 2011 au Montpellier HSC.
Pari réussi, puisque le 20 mai 2012, il décroche le titre de champion de France avec le Montpellier HSC en inscrivant un doublé décisif lors du match final de la saison.

## Distinctions
- Meilleur buteur de la Coupe de France en 2005-2006
- Trophée du joueur du mois de Ligue 1 UNFP en février 2006.